# Nó de Conway

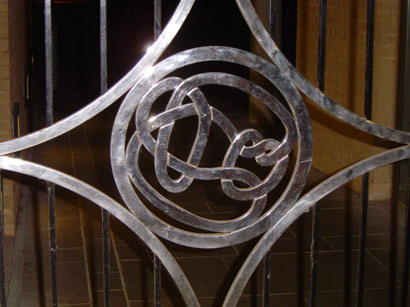
Emblema do nó de Conway em um portão fechado no Instituto Isaac Newton.

Na matemática, em particular na teoria do nó, o nó de Conway (ou nó Conway) é um nó particular com 11 cruzamentos, nomeado em homenagem a John Horton Conway.
É relacionado por mutação ao nó Kinoshita-Terasaka,  com o qual compartilha o mesmo polinômio de Jones.   Ambos os nós também têm a curiosa propriedade de ter o mesmo polinômio de Alexander e o mesmo polinômio de Conway do desnó. 
A questão do fatiamento do nó de Conway foi resolvida em 2020 por Lisa Piccirillo, 50 anos após John Horton Conway propor o nó pela primeira vez. Sua prova fez uso do invariante s de Rasmussen e mostrou que o nó não é um nó de fatia suave, embora seja topologicamente fatia (o nó Kinoshita-Terasaka é ambos).